# S1.5400
S1.5400 (GRAU 分類 11D33)はソビエトで開発された液体酸素とケロシンを酸化剤リッチ二段燃焼サイクルで燃焼する単ノズル液体燃料ロケットロケットエンジンである。 酸化剤リッチ二段燃焼サイクルを利用した世界初のロケットエンジンであり、コロリョフの設計局のイサーエフの薫陶を受けたV. M. Melnikovによってモルニヤの4段目であるブロック-L上段のために設計された。 同様に真空中で始動、再始動する目的で設計されたソビエトで最初のエンジンでもあり、当時の量産されたエンジンで最高の比推力を備えた。
1958年から1960年にかけて開発された。 最初の量産は1960年5月に開始され全ての燃焼試験に合格した。 最初の打ち上げではブロック-Lが運転開始される前に失敗して1961年のヴェネラ1号の打ち上げ時に初めて成功した。1961年から1964年にかけての改良計画でS1.5400A1派生型(GRAU 分類 11D33M)ができた。推力が63.74キロニュートン (14,330 lbf)から66.69キロニュートン (14,990 lbf)に向上して比推力は338.5秒から340秒に向上しつつ、同重量に維持された。
エンジンは700 °C (1,292 °F)までの温度の許容する目的で主燃焼室にチタン合金が利用されたターボポンプの初期の始動には火工品が使用された。エンジンはジンバルに装架されて2軸方向に3°まで傾けることができた。